# آرثر ساميش
آرثر ساميش (بالإنجليزية: Arthur Samish)‏ (9 أغسطس 1897 - 12 فبراير 1974) هو لوبي أمريكي بارز في ولاية كاليفورنيا.

## نبذة عامة
مثل آرثر مجموعة متنوعة من المصالح مثل استوديوهات الأفلام، وحلبات السباق، والمحامون، وشركات التأمين، وصناعات الصيد، والسجائر، والمشروبات الكحولية وصناعات التخمير. على الرغم من تأثيره السياسي الكبير طوال مسيرته، إلا أنه أُدين بتهمة التهرب الضريبي في عام 1953، مما أدى إلى سجنه لمدة ثلاث سنوات عام 1956، بالإضافة إلى فرض غرامات مالية ضخمة. تقاعد من السياسة في عام 1959 وتوفي في سان فرانسيسكو في عام 1974.
في مقال نُشر في 13 و 20 أغسطس 1949، ظهر ساميش في مجلة "كوليرز" الوطنية وهو يحمل دمية على غرار تشارلي ماكارثي [الإنجليزية]. وقال ساميش للدمية: "هذا هو مجلسي التشريعي. كيف حالك يا سيد المجلس التشريعي؟". لم يُعجب أعضاء الهيئة التشريعية بالتصرف، وأثار ذلك غضب الجمهور.